# Brad Smith
Bradley Shaun Smith (ur. 9 kwietnia 1994 w Penrith) – australijski piłkarz angielskiego pochodzenia występujący na pozycji obrońcy w angielskim klubie A.F.C. Bournemouth oraz w reprezentacji Australii. Wychowanek Liverpoolu, w swojej karierze grał także w Swindon Town. Były młodzieżowy reprezentant Anglii.

## Statystyki kariery
(aktualne na dzień 28 czerwca 2019)
| Klub                | Sezon              | Liga                | Liga  | Liga   | Puchar Anglii | Puchar Anglii | Puchar Ligi | Puchar Ligi | Europa | Europa | Suma  | Suma   |
| Klub                | Sezon              | Liga                | Mecze | Bramki | Mecze         | Bramki        | Mecze       | Bramki      | Mecze  | Bramki | Mecze | Bramki |
| ------------------- | ------------------ | ------------------- | ----- | ------ | ------------- | ------------- | ----------- | ----------- | ------ | ------ | ----- | ------ |
| Liverpool           | 2013/14            | Premier League      | 1     | 0      | 0             | 0             | 0           | 0           | –      | –      | 1     | 0      |
| Swindon Town (wyp.) | 2014/15            | League One          | 7     | 0      | 1             | 0             | 2           | 0           | –      | –      | 10    | 0      |
| Liverpool           | 2014/15            | Premier League      | 0     | 0      | 0             | 0             | 0           | 0           | 0      | 0      | 0     | 0      |
| Liverpool           | 2015/16            | Premier League      | 4     | 0      | 4             | 1             | 1           | 0           | 1      | 0      | 10    | 1      |
| Bournemouth         | 2016/17            | Premier League      | 5     | 0      | 1             | 0             | 2           | 0           | –      | –      | 8     | 0      |
| Bournemouth         | 2017/18            | Premier League      | 0     | 0      | 0             | 0             | 2           | 0           | –      | –      | 2     | 0      |
| Seattle Sounders    | 2018               | Major League Soccer | 20    | 0      | 0             | 0             | 0           | 0           | –      | –      | 20    | 0      |
| Ogólnie w karierze  | Ogólnie w karierze | Ogólnie w karierze  | 37    | 0      | 6             | 1             | 7           | 0           | 1      | 0      | 51    | 1      |